# 羅伯·柯霍獎
羅伯·柯霍獎（德語：Robert-Koch-Preis），是一組由現代細菌學之父羅伯·柯霍發起成立的生物醫學獎，是德國獎金最高的學術獎，以傑出的微生物學、免疫學、醫學研究為獎勵對象。
許多羅伯·柯霍獎得主也獲得了諾貝爾獎，比如色萨·米尔斯坦、利根川進與哈拉尔德·楚尔·豪森。

## 概要
為支持結核病研究，曾於1905年獲得諾貝爾生理學或醫學獎的現代細菌學之父、德國醫學家羅伯·柯霍出資發起羅伯·柯霍獎。獎項成立之初，獲得國際社會的廣泛迴響，美國蘇格蘭裔慈善家安德鲁·卡内基響應捐助了50萬德國馬克。
羅伯·柯霍獎分為2種：
- 柯霍獎，是獎勵醫學研究的「新發現」，授予獎金10萬歐元。
- 柯霍金質獎章，是獎勵醫學研究的「優秀成果積累」。

### 部份得主
迄2020年，僅有1位華人（张远教授）獲獎。亞洲地區以日本人獲獎最多，共12人，名單如下：

#### 柯霍獎
- 1986年 利根川進
- 1991年 谷口維紹
- 1995年 長田重一
- 2004年 審良靜男
- 2006年 河岡義裕
- 2008年 山中伸彌
- 2012年 本庶佑
- 2020年 坂口志文

#### 柯霍金質獎章
- 1960年 海老名敏明（日语：海老名敏明）
- 1963年 吉田富三（日语：吉田富三）
- 1997年 大村智
- 2003年 岸本忠三

### 類似獎項
- 諾貝爾生理學或醫學獎
- 拉斯克獎
- 沃爾夫獎
- 盖尔德纳国际奖
- 邵逸夫獎

## 外部連結
- Koch Foundation （页面存档备份，存于）